# Institut du droit de l'espace et des télécommunications
L’Institut du droit de l'espace et des télécommunications (IDEST) a été créé en 2000 à l’initiative des professionnels de l’espace et des télécommunications. Il est rattaché au Collège d’Études Interdisciplinaires de l’Université Paris-Sud. L’IDEST comprend plusieurs professeurs, des maîtres de conférences, des doctorants et des chercheurs sous le contrôle d’un conseil scientifique composé de professeurs renommés et de personnalités des secteurs professionnels concernés.

## Une double compétence
L’IDEST couvre tous les aspects juridiques liés à l’utilisation de l’espace et aux applications spatiales. L’institut s’intéresse aussi à la coopération industrielle, au financement de projets et possède une capacité d’analyse des politiques spatiales nationales civiles, commerciales et militaires. L’IDEST exerce par ailleurs ses compétences dans le domaine du droit des télécommunications, notamment sous l’angle de la régulation des marchés, de l’utilisation des ressources rares, de la normalisation et des équipements et des applications. Enfin, l’Institut travaille sur les questions connexes : droit de l’information et des médias ; défense et sécurité.

## Une politique de recherche internationale
L’Institut regroupe des chercheurs issus de plus de dix pays et peut fournir des études en plusieurs langues parmi lesquelles : le français, le chinois, l’arabe, l’anglais, l’espagnol, l’allemand, l’iranien, le russe et le japonais. L’institut possède des représentants à l’étranger qui assurent des relais avec la cellule parisienne. Dès sa création, l’IDEST a conclu de nombreux contrats de recherche avec les principales institutions de l’espace et des télécommunications. Ses membres publient dans des revues référencées et participent à toutes les manifestations scientifiques majeures dans le monde. L’institut encadre des thèses de doctorat dont plusieurs en codirection avec des établissements étrangers.

## Une compétence éducative reconnue
L’IDEST est impliqué dans la gestion du Master spécialité Droit des activités spatiales et des télécommunications de l’Université Paris-Sud. Ses membres interviennent dans de nombreuses autres universités ou grandes écoles en France et à l’étranger et notamment l'ISAE-Supaéro, Supelec, l’ENSTA, l’ISU, l’Université de Strasbourg, l'Institut d'études politiques de Paris... L’IDEST a également formé des professeurs en droit de l’espace et des télécommunications enseignant en France et à l’étranger.
En 2011, une Convention a été signée entre l’ISAE et l’Université Paris-Sud pour le développement d’une coopération structurée entre les deux établissements en matière de droit de l’espace.

## Les rencontres de l’IDEST

### Journées européennes
Fort de son réseau international de chercheurs et d’anciens étudiants, l’IDEST organise sur une base régulière, des journées européennes dans divers pays de l’Union européenne. Ces journées réunissent des universitaires et des praticiens français locaux dans une même ville deux années de suite afin de renforcer la coopération académique et professionnelle par une confrontation des expériences juridiques nationales et des approches culturelles du droit.
Les premières Journées européennes de l’IDEST ont eu lieu en Roumanie à Sibiu autour des thèmes de  L’Europe dans la société de l’information (2007) et de La régulation du marché des télécommunications - expériences croisées (2008). Les deuxièmes Journées européennes de l’IDEST ont eu lieu en Hongrie à Budapest autour des thèmes Concurrence et régulation du marché des télécommunications (2010) et L’Espace au service du citoyen européen (2014).

### Colloques à l’occasion de la Journée mondiale des télécommunications
La Journée mondiale des télécommunications et de la société de l'information a été créée par l’Union internationale des télécommunications (UIT) dans le but de contribuer à sensibiliser l'opinion aux perspectives qu'ouvre l'utilisation des technologies de l'information et de la communication (TIC) dans les domaines économique et social, ainsi qu'aux manières de réduire la fracture numérique.
Le 17 mai marque l'anniversaire de la signature de la première Convention télégraphique internationale et de la création de l'Union internationale des télécommunications. C’est la raison pour laquelle cette date a été choisie. L'IDEST a décidé d’organiser chaque année un colloque juridique dans ce cadre pour réunir, autour des plus grands spécialistes du droit des télécommunications, les avocats et les juristes du secteur pour un panorama des questions souvent complexes liées au développement des réseaux et des services de communications électroniques.
Le thème retenu en 2010 pour le colloque portait sur Le nouveau cadre réglementaire des télécommunications après la Review 2009 et dans la perspective de sa transposition en droit français. L'édition 2011 s’est concentrée sur Le très haut débit pour tous ; l'édition 2013 a traité des cyberstratégies à l'épreuve du droit des télécommunications.

### Projet "L'Espace pour l'Amérique latine"
Après l'Europe, l'Amérique latine s'intéresse fortement à la coopération spatiale régionale. Dans ce contexte, l'IDEST a lancé une série d'activités sur le développement du droit de l'espace dans cette région notamment, le premier Colloque vénézuélien sur le droit de l’espace (2012) et la participation au Colloque sur le droit de l'espace organisé par l’Université Sergio Arboleda de Bogota (2012).

## Contrats de recherche

### Contrats nationaux
Depuis sa création, l’IDEST a obtenu plusieurs contrats de recherche nationaux notamment avec le Centre national d’études spatiales (CNES) dans le cadre de l’élaboration du projet de loi sur les opérations spatiales pour lequel l’IDEST a été fortement associé. L’IDEST a également signé un important contrat avec la Région Ile-de-France pour développer la mobilité entrante et sortante des étudiants et des chercheurs en droit des télécommunications entre l’Université Paris-Sud et les universités de la ville de Budapest. En 2011, la mission d’expertise de l’IDEST porte sur le droit des fréquences avec la signature de deux contrats, l’un pour l’ANFR, l’autre pour le CNES ainsi que sur la Gouvernance du spatial en Europe dans le cadre d’une expertise pour le Centre d’Analyse Stratégique rattaché au Premier Ministre. En 2013, l’IDEST a travaillé en collaboration avec Astrium sur la problématique des débris spatiaux.

### Contrats européens
Après deux contrats de recherche avec l’Agence spatiale européenne (ESA), dans le domaine de la Protection planétaire et des Centrales spatiales solaires, l’IDEST a obtenu la confiance de l’Union européenne avec deux projets majeurs : le Twining Project européen UA/06/PCA/OT/05 Boosting Ukrainian Space Cooperation with the European Union qui s’est traduit par une série de rencontres organisées à Kiev entre juin 2008 et février 2010 et le Collaborative Project Consent (7e Programme Cadre) relatif à la protection des données personnelles dans les réseaux sociaux. L’IDEST a également travaillé en étroite collaboration avec les autorités roumaines pour la transposition du droit européen des télécommunications.

### Contrats internationaux
Parmi les contrats de recherche internationaux, l’IDEST a mené des études pour le compte de Lockheed Martin (USA) sur la protection des biens spatiaux, l’État de Singapour sur le tourisme spatial ou encore le gouvernement roumain sur la régulation des communications électroniques.

## Partenariats

### Universités / Centres de recherche
L’IDEST a développé des partenariats stratégiques avec plusieurs universités en France et à l’étranger : ISAE-Supaéro (Toulouse, France), Space Policy Institute (Washington, USA), Centre International de Droit Spatial (Kiev, Ukraine), Université catholique Péter Pázmány (Budapest, Hongrie), Université de Jaén (Jaén, Espagne), Université Technologique de Harbin (Harbin, Chine) et Université La Sapienza (Rome, Italie).

### Milieux professionnels
Depuis sa création, l’IDEST a noué de solides contacts avec les milieux professionnels des secteurs de l’espace et des télécommunications. L’Institut a ainsi été créé sous l’impulsion du CNES et de l’ESA et ses activités sont soutenues par plusieurs opérateurs prestigieux dont Eutelsat, EADS, Marsh et Thales. Dans le domaine des télécommunications, l’ARCEP et l’ANRFr ont également participé à la définition des activités de recherche de l’Institut qui bénéficie aujourd’hui de liens privilégiés avec le Groupe France Télécom. Enfin, plusieurs cabinets d’avocats travaillent en étroite collaboration avec l’IDEST dont Bird & Bird, Ernst & Young, Gide Loyrette Nouel, Iteanu & Associés, et YGMA.

## Le Master 2 Droit des Activités Spatiales et des Télécommunications
Premier diplôme au monde associant l’étude du Droit de l'espace et des télécommunications, cette formation a été créée avec le soutien des milieux professionnels pour satisfaire des secteurs en pleine expansion demandeurs de diplômés hautement qualifiés. Le contenu du Master a été conçu en partenariat avec les grandes entreprises et institutions des secteurs de l’espace/aéronautique et des télécommunications.
Chaque année les orientations du diplôme sont redéfinies en fonction des réalités du marché du travail. Les enseignements fondamentaux sont complétés par des séminaires pratiques et un stage de longue durée (en France ou à l’étranger). Le contact direct et permanent avec le marché du travail est favorisé à travers une équipe pédagogique majoritairement composée de professionnels (70 % des intervenants), des cours dispensés par les futurs employeurs, des cours dispensés dans les locaux d’entreprises et d’institutions prestigieuses (50 % des cours), des visites et des voyages professionnels en France et à l’étranger, des projets professionnels conduits pour le compte des partenaires du Master, ainsi qu’un réseau international d'anciens étudiants.

### Une formation internationale
La formation est ouverte sur l'Europe et le monde grâce à ses enseignements combinant une approche nationale et transnationale des problématiques, ses cours dispensés en français et en anglais, son équipe pédagogique multiculturelle (9 nationalités), ses promotions composées pour moitié d'étudiants étrangers (depuis 2002, le Master a accueilli 422 étudiants issus de 68 nationalités), sa participation à de grands événements internationaux.

### Une formation interdisciplinaire
La formation répond aux débouchés professionnels en associant le droit à d'autres disciplines – sciences, ingénierie, économie, gestion, sciences politiques. Le caractère interdisciplinaire de son équipe pédagogique et de ses promotions facilite ainsi l'intégration du diplômé au sein de l'entreprise ou de l'institution par une compréhension rapide et approfondie des dossiers à traiter et par une réelle capacité de dialogue avec toutes les composantes, notamment les départements techniques.

### Un parrain par promotion
Chaque promotion dispose d'un parrain qui accompagne les étudiants tout au long de l'année. La promotion porte le nom du parrain.
- 2002 – 2003 : Centre national d'études spatiales (CNES)
- 2003 – 2004 : Agence spatiale européenne (ESA)
- 2004 – 2005 : EADS (devenu Airbus)
- 2005 – 2006 : Autorité de régulation des communications électroniques et des postes (ARCEP)
- 2006 – 2007 : France Télécom (devenu Orange)
- 2007 – 2008 : Eutelsat
- 2008 – 2009 : Ministère de l’économie, de l’industrie et de l’emploi
- 2009 – 2010 : Thales Alenia Space (TAS)
- 2010 – 2011 : Gide Loyrette Nouel
- 2011 – 2012 : Safran
- 2012 – 2013 : Bouygues Telecom
- 2013 – 2014 : Arianespace
- 2014 – 2015 : Agence nationale des fréquences (ANFR)
- 2015 – 2016 : iliad
- 2016 – 2017 : SES (entreprise)
- 2017 – 2018 : ArianeGroup
- 2018 – 2019 : Huawei
- 2019 – 2020 : Union internationale des télécommunications (UIT)
- 2020 – 2021 : Corps européen des astronautes (ESA)
- 2021 – 2022 : Orange (entreprise)
- 2022 - 2023 : Thales

### Évaluation du Master
L’Agence d'évaluation de la recherche et de l'enseignement supérieur (AERES) qui évalue chaque année l’offre de formation en France a accordé au Master Droit des activités spatiales et des télécommunications la note maximale de A+, classant cette formation parmi les meilleures de France toutes disciplines confondues. Ainsi, le rapport exprime "La configuration pédagogique et scientifique de la spécialité répond parfaitement aux objectifs professionnels de la formation et sont en parfaite adéquation avec les besoins du marché du travail dans ce secteur." "Des partenariats dont le niveau d’excellence et de reconnaissance internationale est particulièrement profitable pour les étudiants diplômés."
En outre, le master est classé N°1 au classement SMBG dans la catégorie "droit du numérique et des communications électroniques" depuis 2013.